# Kanton Carlux
Der Kanton Carlux war von 1790 bis 2015 ein französischer Wahlkreis im Arrondissement Sarlat-la-Canéda im Département Dordogne und in der Region Aquitanien; sein Hauptort war Carlux, Vertreter im Generalrat des Départements war zuletzt von 2001 bis 2015, wiedergewählt 2008, André Alard. 
Der Kanton war 119,50 km² groß und hatte 4665 Einwohner (Stand: 1999). 

## Gemeinden
| Gemeinde               | Einwohner Jahr | Fläche km² | Bevölkerungsdichte | Postleitzahl | Code INSEE |
| ---------------------- | -------------- | ---------- | ------------------ | ------------ | ---------- |
| Calviac-en-Périgord    | 485 (2013)     | –          | – Einw./km²        | 24370        | 24074      |
| Carlux                 | 627 (2013)     | –          | – Einw./km²        | 24370        | 24081      |
| Carsac-Aillac          | 1559 (2013)    | –          | – Einw./km²        | 24200        | 24082      |
| Cazoulès               | 470 (2013)     | –          | – Einw./km²        | 24370        | 24089      |
| Orliaguet              | 101 (2013)     | –          | – Einw./km²        | 24370        | 24314      |
| Peyrillac-et-Millac    | 223 (2013)     | –          | – Einw./km²        | 24370        | 24325      |
| Prats-de-Carlux        | 530 (2013)     | –          | – Einw./km²        | 24370        | 24336      |
| Saint-Julien-de-Lampon | 622 (2013)     | –          | – Einw./km²        | 24370        | 24432      |
| Sainte-Mondane         | 269 (2013)     | –          | – Einw./km²        | 24370        | 24470      |
| Simeyrols              | 252 (2013)     | –          | – Einw./km²        | 24370        | 24535      |
| Veyrignac              | 333 (2013)     | –          | – Einw./km²        | 24370        | 24574      |

## Bevölkerungsentwicklung
| 1962 | 1968 | 1975 | 1982 | 1990 | 1999 |
| ---- | ---- | ---- | ---- | ---- | ---- |
| 3677 | 3860 | 3821 | 4242 | 4550 | 4665 |